# ۴۵ (قمری)
۴۵ (قمری)، چهل و پنجمین سال در گاهشماری هجری قمری است. اول محرم این سال برابر با بیست و هفتم مارس سال ۶۶۵ میلادی است.

## درگذشتگان
حفصه بنت عمر ، از همسران پیامبر